# Daily Worker

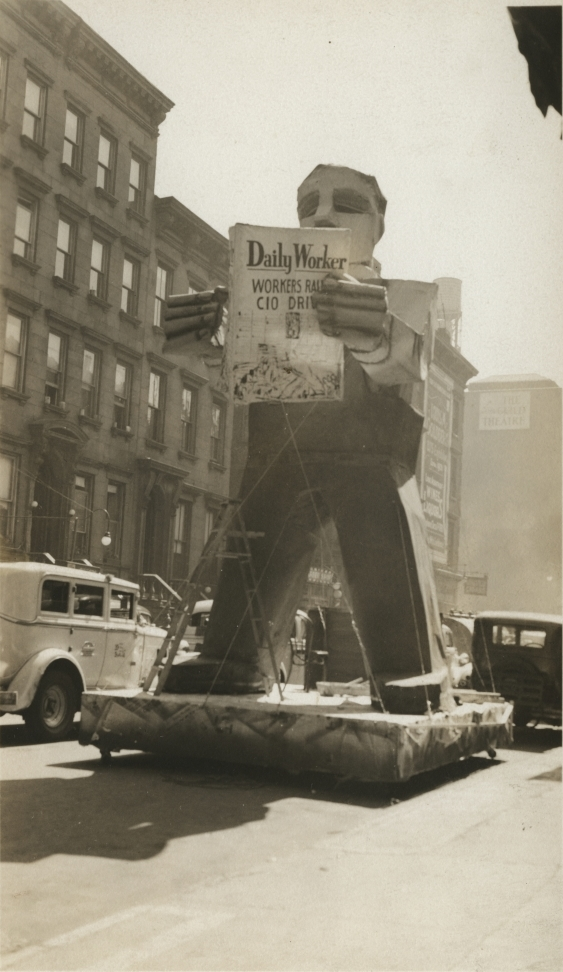
En staty som läser Daily Worker, vid en Första maj-parad under 1930-talet.

Daily Worker var en amerikansk socialistisk dagstidning, som gavs ut av USA:s kommunistiska parti. Första numret publicerades den 13 januari 1924. Sista numret gavs ut den 13 januari 1958.